# Pilot 774 SE
Pilot 774 SE är en svensk lotsbåt som byggdes 1999 som Tjb 774 av AB Holms Skeppsvarv, Råå, Helsingborg för Sjöfartsverket i Norrköping. Tjb 774 stationerades vid Malmö lotsplats. År 1993 flyttades båten till Söderhamns lotsplats, Iggesund och i december 1999 tillbaka till Malmö lotsplats.  År 2005 döptes båten om till Pilot 774 SE.